# Sandro Tiberi
Sandro Tiberi (Roma, 11 novembre 1938 – Ascoli Piceno, 20 marzo 2025) è stato un calciatore, allenatore di calcio e dirigente sportivo italiano, di ruolo centrocampista.

## Carriera
Centrocampista dotato di grande temperamento e rendimento costante, cresce nella Roma senza tuttavia esordirvi.
Disputa tre anni in serie C con Siena e Chieti per salire in Serie A con il Lanerossi Vicenza, dove disputa 4 stagioni imponendosi progressivamente come titolare.
Nel 1966 passa al Cagliari, dove non riesce ad imporsi da titolare. Con i cagliaritani Tiberi ha anche una esperienza nel campionato nordamericano organizzato nel 1967 dalla United Soccer Association e riconosciuto dalla FIFA, in cui i sardi giocarono nelle vesti del Chicago Mustangs, ottenendo il terzo posto nella Western Division.
Terminata l'esperienza con i sardi passa quindi all'Atalanta dove disputa altri due campionati in massima serie, il secondo chiuso con la retrocessione. Scende quindi in Serie C per indossare la maglia del Marzotto Valdagno. Nel 1970 torna al Lanerossi Vicenza ma non scende mai in campo in incontri di campionato. Chiude la carriera nelle file dello Schio in Serie D.
In carriera ha totalizzato complessivamente 126 presenze e 2 reti in Serie A.
Nel 1966 ha disputato un incontro con la Nazionale B contro i pari categoria del Belgio.

## Dopo il ritiro
Appesi gli scarpini al chiodo, ha allenato il Cesena e poi le giovanili del Bologna. Del club felsineo è stato anche il Responsabile del Settore Giovanile. Ha scoperto tra gli altri anche Andrea Stramaccioni, che ha smesso prematuramente di giocare per un infortunio al ginocchio. È stato responsabile del settore giovanile dell'Ascoli Calcio.